# Anna María López López
Anna María López López (Barcelona, 1974) es una diseñadora española especializada en el uso de herramientas digitales para el diseño de moda, diseño gráfico y la caza de tendencias o coolhunting. Es autora de varios libros sobre técnicas de diseño por ordenador considerados como referencia en este campo.

## Trayectoria profesional
López inició la investigación de herramientas de diseño asistido por ordenador a principios de la década de los 90, inicialmente aplicadas al sector de la moda y posteriormente al sector del diseño gráfico. En 1998, su proyecto «Reflexion» recibió el premio a la mejor web personal hispana Congreso Internacional Mundo Internet 98 otorgado por la AUI.
En 1999 publicó su primer libro, Lance su empresa en Internet, en el que ya incluía las pautas para realizar diseño gráfico para su difusión en la Web. Ese mismo año, su trabajo fue seleccionado por la Sociedad Estatal para el Desarrollo del Diseño y la Innovación (DDI) para la exposición Signos del Siglo, 100 años de Diseño Gráfico en España presentada en el Museo Nacional Centro de Arte Reina Sofía de Madrid en marzo del 2000, comisariada por Alberto Corazón, Emilio Gil y Enric Satué.
Su trabajo como diseñadora y autora ha sido recogido por la prensa especializada y publicaciones del sector del diseño, tanto españolas como de otros países.
Ha compaginado su trabajo divulgativo con la realización de proyectos de diseño e ilustración a nivel internacional. Entre sus trabajos destacan la portada de la revista New Scientist n.º 2644 o los gráficos murales para la exposición permanente The Brain en el museo Franklin Institute de Filadelfia, galardonada con el premio Excellence in Exhibition Competition otorgado por The American Alliance Of Museums.
Algunos de sus libros sobre diseño de moda, coolhunting y diseño gráfico forman parte de la bibliografía y del temario de la materia de diseño en universidades y centros de enseñanza oficial en diseño en España y Latinoamérica.